# Shoreham (Míchigan)
Shoreham es una villa ubicada en el condado de Berrien en el estado estadounidense de Míchigan.

## Geografía
Shoreham se encuentra ubicada en las coordenadas 42°3′38″N 86°30′41″O / 42.06056, -86.51139. Según la Oficina del Censo de los Estados Unidos, tiene una superficie total de 1507.37 km², de la cual 1507.37 km² corresponden a tierra firme y 0 km² es agua.

## Demografía
Según el censo de 2010,había 862 personas residiendo en Shoreham. La densidad de población era de 0,57 hab./km². De los 862 habitantes, Shoreham estaba compuesto por el 89.56% blancos, el 3.48% eran afroamericanos, el 0.12% eran amerindios, el 4.87% eran asiáticos, el 0.23% eran de otras razas y el 1.74% pertenecían a dos o más razas. Del total de la población el 3.02% eran hispanos o latinos de cualquier raza.
Según el censo de 2020, los habitantes eran 844, siendo 670 blancos, 1 amerindio, 101 asiáticos, 20 afroamericanos, 26 hispanos o latinos, 13 de otra raza y 39 de dos o más razas. La tasa de empleo es de 59,7% y el ingreso medio del hogar es de US$98,889.